# Иможен (телесериал)
«Иможен» (фр. Imogène) — французский комедийный телесериал, созданный Мишелем Гризолиа и Мартином Ламоттом по мотивам произведений Шарля Эксбрайя. Сериал рассказывает об Иможен — эксцентричной даме, дочери знаменитого адмирала, героя битвы за Атлантику во время Второй мировой войны, которая была большой любительницей совать нос в чужие дела, начиная от расследования преступлений, и заканчивая разными интригами, и на этой почве постоянно пререкаясь с жандармами из местного участка. Телесериал транслировался с 9 января 1989 года по 23 декабря 1996 года на канале TF1.

## В ролях
- Доминик Лаванан — Иможен Ле Дантек, по прозвищу «Колдунья»
- Жан Бенгиги — адъютант-шеф Норбер Труайе
- Жинет Гарсин — Маривонн
- Люба Герчикофф — Гвендолин, сестра Маривонн
- Ритон Либман — жандарм Йен Кеменёр
- Андре Пенверн — жандарм
- Пьер Магелон — директор
- Жан-Клод Болль-Редда — Лупио

## Книги
По книгам Шарля Эксбрайя:
- Не сердись, Иможен.
- Возвращение Иможен.
- Опять вы, Иможен?
- Наша Иможен.

## Показ в России
Был показан в эфире в 90-е годы по одному из центральных каналов.